# Liste des ministres italiens du Trésor, du Budget et de la Planification économique
Cet article dresse la liste des ministres italiens du Trésor, du Budget et de la Planification économique entre 1998 et 2001, période d'existence du ministère.

## Liste
| Ministre (Naissance–Décès)                               | Ministre (Naissance–Décès)       | Mandat                         | Parti | Parti       | Gouvernement |
| -------------------------------------------------------- | -------------------------------- | ------------------------------ | ----- | ----------- | ------------ |
|                                                          | Carlo Azeglio Ciampi (1920-2016) | 1er janvier 1998 – 13 mai 1999 |       | Indépendant | Prodi I      |
| D'Alema I                                                | Carlo Azeglio Ciampi (1920-2016) | 1er janvier 1998 – 13 mai 1999 |       | Indépendant |              |
|                                                          | Giuliano Amato (1938)            | 13 mai 1999 – 26 avril 2000    |       | Indépendant | D'Alema I·II |
|                                                          | Vincenzo Visco (1942)            | 26 avril 2000 – 11 juin 2001   |       | DS          | Amato II     |
| Fusionné dans le ministère de l'Économie et des Finances |                                  |                                |       |             |              |